# Carmen de Icaza
María Carmen de Icaza y de León, viii baronesa de Claret (Madrid, 17 de mayo de 1899-Madrid, 16 de marzo de 1979) fue una periodista y escritora española, popular por sus diez novelas principalmente rosas publicadas entre 1935 y 1960; publicó su primera novela bajo el seudónimo de Valeria de León, pero pronto utilizó su verdadero nombre Carmen de Icaza. Sus obras fueron ampliamente traducidas y en 1945 fue proclamada «la escritora más leída del año». Implicada en el Auxilio Social y en la Sección Femenina de Falange, desempeñó el cargo de secretaria nacional del primer organismo durante dieciocho años y tuvo un papel destacado en la dirección de Propaganda durante la dictadura franquista. Era hija del poeta y embajador mexicano Francisco A. de Icaza y abuela del político Íñigo Méndez de Vigo, actual barón de Claret.

## Biografía

### Vida personal
María del Carmen de Icaza y de León nació el 17 de mayo de 1899 en Madrid. Fue la segunda hija del matrimonio formado por Francisco Asís de Icaza y Beña y Beatriz de León y Loynaz. Su padre era un embajador mexicano y reconocido poeta, y su madre una joven aristócrata española nacida en La Habana, sobrina de María del Pilar de León y Gregorio, i marquesa de Esquilache. El matrimonio tuvo seis hijos, Beatriz, María Carmen, Ana María, Francisco de Asís, María Luz y María Sonsoles.
Desde niña se vio rodeada de un ambiente literario, que le influiría decisivamente. La tertulia de su padre era frecuentada por Juan Ramón Jiménez, Amado Nervo, José Ortega y Gasset y Rubén Darío. Juan Ramón Jiménez le dedicó una poesía en 1911.
Con posterioridad, su padre fue destinado a Berlín, donde Carmen residió varios años y estudió Lenguas Clásicas y Modernas. Además de español, hablaba alemán, inglés e italiano con fluidez.
En 1925 su padre fallece, y Carmen que tras la muerte de su hermana Beatriz es la mayor, decide ayudar económicamente a la familia, y entra en el diario El Sol, escribiendo la sección femenina. Pronto comenzará a colaborar en otras publicaciones como ABC, Blanco y Negro y Ya.

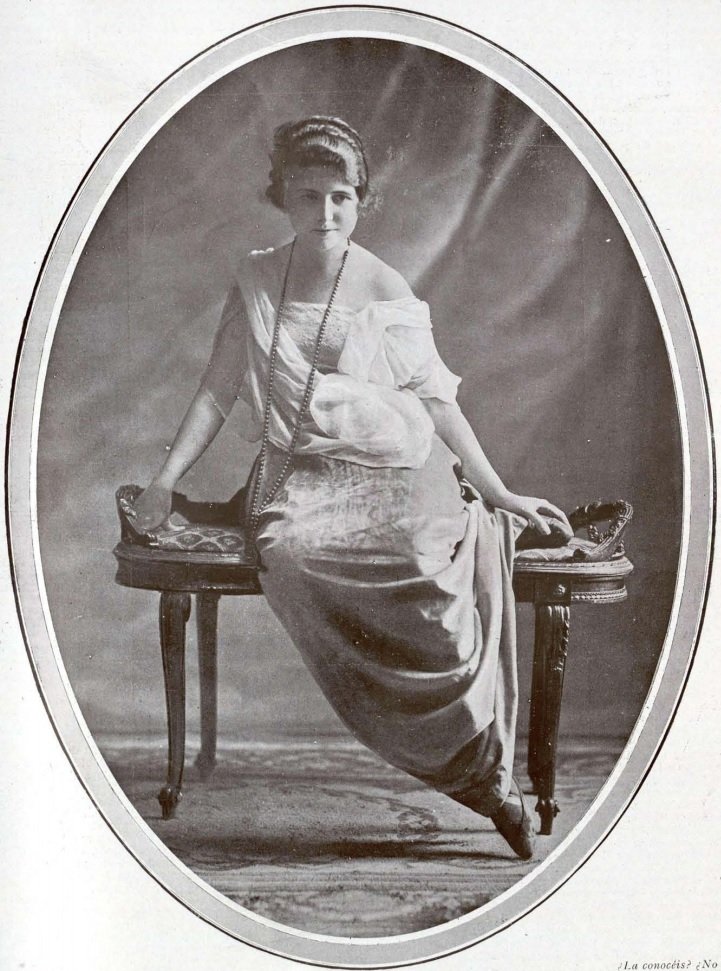
Fotografiada por Kaulak (circa 1920).

El 14 de febrero de 1930, se casó con su antiguo novio Pedro Montojo Sureda, teniente coronel honorario del Arma de Caballería, más tarde directivo de Telefónica. En 1932 tuvieron a su única hija, Paloma, quien tenía una salud delicada, por lo que Carmen pasa largas temporadas en casa y comienza a escribir novelas. Su hija se casaría con Iñigo Méndez de Vigo y del Arco, y con quien tendría cuatro hijos: los políticos Íñigo, Beatriz, Pedro y Valeria Méndez de Vigo y Montojo.
Era tía y madrina de Carmen Díez de Rivera, la hija que su hermana Sonsoles, musa de Balenciaga, tuvo de una relación extramatrimonial con Ramón Serrano Suñer, Ministro de Exteriores franquista. Fue ella quien tuvo que explicar a su sobrina que era medio hermana de su prometido (hijo menor de Ramón), y que por tanto no podían casarse.
Su esposo falleció el 17 de marzo de 1978 y ella la víspera del primer aniversario, el 16 de marzo de 1979 en Madrid, a los setenta y nueve años de edad.

### Carrera como novelista
Debutó como novelista en 1935 con La boda del Duque Kurt escrito bajo el seudónimo de Valeria de León. Era una historia que había escrito años atrás en Berlín, y que decidió reescribir años después. Más tarde el libro sería reeditado como Talía.
En 1936 publicó su segunda y más afamada novela Cristina de Guzmán, profesora de idiomas, que apareció en la revista Blanco y Negro. Poco después la novela se convirtió en uno de los seriales radíofónicos más exitosos de la posguerra española. La novela fue adaptada al teatro y además al cine en dos ocasiones: Cristina Guzmán (1943), protagonizada por Marta Santaolalla, Ismael Merlo y Luis García Ortega y  Cristina Guzmán (1968), siendo protagonizada por Rocío Dúrcal, Arturo Fernández y Emilio Gutiérrez Caba.

"Cristina Guzmán, profesora de idiomas, es simplemente un argumento de película ideado en hora en que los españoles íbamos al cine en busca quizá de que el cinematógrafo, con su gama de aventuras -amorosas, heroicas, terroríficas- estremeciera, aunque sólo fuera brevemente, nuestras fantasías, aguas dormidas en cauces rutinarios."
Carmen de Icaza

En la década de 1940 disfrutó como novelista de un gran éxito, ya que se convirtió en una autora muy vendida, y sus obras se tradujeron a todas las lenguas de la Europa Occidental. Además se hicieron varias adaptaciones de sus novelas al teatro. En 1942, Vestida de tul,  su quinta novela, vendió 10.000 ejemplares en una sola semana. En 1945 fue proclamada "la escritora más leída del año" por el Gremio de Libreros.
En 1950, su novela La fuente enterrada también fue adaptada cinematográficamente.
En 1960 publicó su última novela La casa de enfrente.

### Otras actividades
En 1935, en el diario Ya lanzó una campaña en favor de las madres solteras y los niños desvalidos. Al inicio de la Guerra Civil colaboró en la creación junto a Mercedes Sanz-Bachiller del Auxilio de Invierno, más tarde Auxilio Social, organización en la que llegaría a desempeñar el cargo de secretaria general. Estuvo especialmente interesada en el cuidado de la infancia: "En nuestros hogares no hay ni rojos ni azules, solamente niños de España". Fue ella quien acuñó el popular lema: "Ni un hogar sin lumbre, ni un español sin pan".
Durante la guerra civil española, su hermano trabajaba en la embajada mexicana en Alemania. Ya que ella también hablaba alemán, en junio de 1937 encabezó junto a Dionisio Ridruejo una comitiva de falangistas, que acudió en la Alemania nazi a una conferencia de la Kraft durch Freude y que posteriormente tuvo un breve encuentro con Adolf Hitler.
El 20 de enero de 1940 fue nombrada secretaria general de la Dirección General de Propaganda del Movimiento durante la dictadura franquista por Ramón Serrano Suñer (BOE, 23-1-1940)

### Reconocimientos
En 1940 recibió la Gran Cruz de la Orden Civil de Beneficencia.
También estuvo vinculada a diversas causas caritativas y sobre todo a la Cruz Roja durante más de veinte años, motivo por el que recibió en 1951 los títulos nobiliarios de la Baronía de Claret, que usarían ella y su marido, y el del Condado de Areny, que usaría a su hija. Actualmente su nieto Íñigo Méndez de Vigo y Montojo ostenta el título de Barón de Claret.
En su honor un calle de Granada en el barrio del Zaidín, lleva su nombre.

### Como Valeria de León
- La boda del Duque Kurt (1935) (reeditada como Talía en 1951)

### Como Carmen de Icaza
- Cristina Guzmán, profesora de idiomas (1936)
- ¡Quién sabe...! (1939)
- Soñar la vida (1941)
- Vestida de tul (1942)
- El tiempo vuelve (1945)
- La fuente enterrada (1947)
- Yo, la Reina (1950)
- Las horas contadas (1953)
- La casa de enfrente (1960)

Obras teatrales
- Cristina Guzmán, en colaboración con Luis de Vargas (1939)
- Frente a frente (1941)
- Vestida de tul (1944)